# George Lichtheim
George Lichtheim (Berlín, Alemania, 6 de noviembre de 1912–Londres, Reino Unido, 22 de abril de 1973) fue un intelectual cuyos trabajos se centraron en la historia y en la teoría del socialismo y el marxismo. Estudió críticamente el desarrollo posterior del marxismo soviético a partir de Friedrich Engels. Contemporáneo de la Escuela de Frankfurt (Max Horkheimer, Herbert Marcuse, Theodor Adorno, Jürgen Habermas). Fue profesor visitante e investigador en las Universidades de Columbia y Stanford.

## Biografía
George Lichtheim se definía como socialista y declaró en una carta de 1964 a New York Review of Books que no era un liberal y que nunca lo había sido, además de que encontraba al liberalismo tan aburrido como el comunismo y que no tenía ningún deseo de dejarse arrastrar a una discusión sobre cuál de los dos credos anticuados era menos probable que les hiciese avanzar más.
Sus obras han sido publicadas en el Palestine Post, Commentary, el Partisan Review, el Dissent, en el New Leader, el Encounter, el The times Literary Supplement y en el The New York Review of Books. Además, tradjujo la obra de Gershom Scholem Major trends in jewish mysticism (Mayores tendencias en el misticismo judío).

## Obras
- The Pattern of World Conflict (1955).
- Marxism (1961).
- Marxism: An Historical and Critical Study (1964).
- Marxism in Modern France (1966).
- The Concept of Ideology, And Other Essays (1967).
- The Origins of Socialism (1969).
- A Short History of Socialism (1970) ISBN 978-0006540267. En castellano: Breve historia del socialismo Alianza editorial, Madrid, 1977
- Lukács (Fontana Modern Masters, 1970).
- Imperialism (1971) ISBN 978-0713901979.
- From Marx to Hegel (1971).
- Europe in the Twentieth Century (1972).
- Thoughts Among the Ruins: Collected essays on Europe and beyond (1973).